# Globule Lyman-α 1
Le globule Lyman-α 1, en abrégé LAB-1 pour l'anglais Lyman-alpha blob 1, est un nuage de gaz cosmique géant qui se trouve dans la constellation australe (?) du Verseau, à quelque 11,5 milliards d'années-lumière de la Terre, avec un décalage vers le rouge de 3,09. Il a été découvert de façon inattendue en 2000 par Charles Steidel et ses collègues, qui observaient des galaxies à grand décalage vers le rouge avec le télescope Hale de 200 pouces (5,08 mètres) de l'Observatoire du Mont Palomar. Les chercheurs étudiaient l'abondance des galaxies dans le jeune Univers quand ils sont tombés sur deux objets qui allait devenir connus comme étant des globules Lyman-α : d'énormes concentrations de gaz émettant la raie d'émission Lyman-alpha de l'hydrogène.
LAB-1 est le premier globule de Lyman-alpha découvert, d'où le numéro 1. C'est le prototype de ce type d'objets. C'est aussi le plus grand en son genre, mesurant 300 000 années-lumière de large, trois fois plus que la Voie lactée. Le globule apparaît vert sur l'image en raison de la combinaison du grand décalage vers le rouge (z = 3) et de la nature ultraviolette du globule. L'imagerie obtenue avec le Très Grand Télescope (VLT) de l'Observatoire européen austral (ESO) a montré que la majeure partie de la lumière provenant du globule est polarisée, la proportion augmentant et culminant à environ 20 % à un rayon de 45 kiloparsecs (145 000 années-lumière), formant une énorme anneau autour du globule.
La raison pour laquelle cet objet émet du rayonnement Lyman-alpha en émission n'est toujours pas claire. On pense que la lumière provient de galaxies dans région centrale du globule. De la lumière d'une telle intensité pourrait venir de galaxies actives ou de trous noirs supermassifs qui absorbent activement de la matière. Une autre théorie propose que la lumière provient de gaz en refroidissement qui tombe sur des "early galaxies", qui est possiblement venu de filaments cosmiques (étant donné qu'on pense que les galaxies se forment à l'intersections de ces filaments) ; cependant, le "pattern" de polarisation trouvé ne va pas en ce sens.

## Galerie

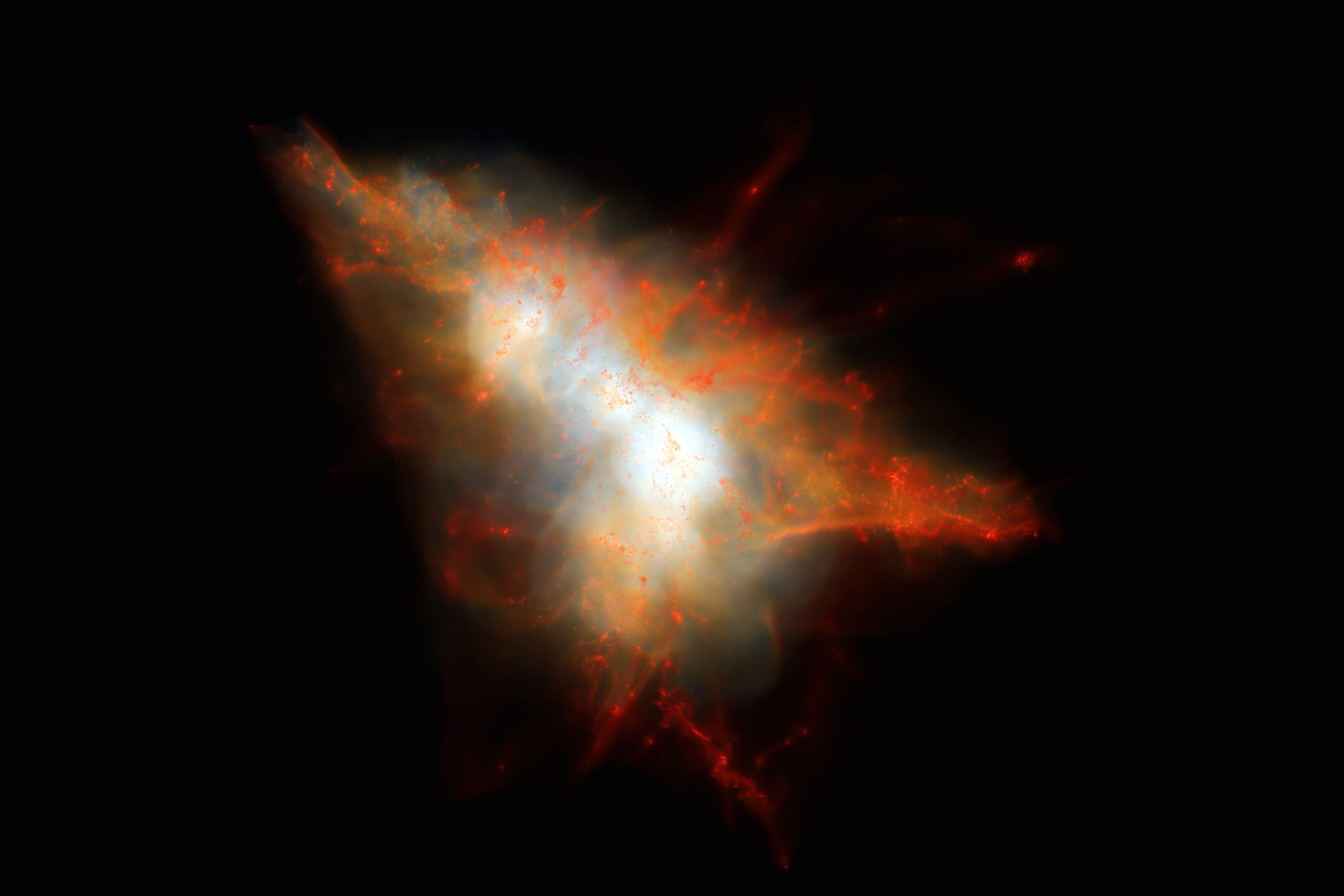
Simulation informatique d'un globule Lyman-alpha.
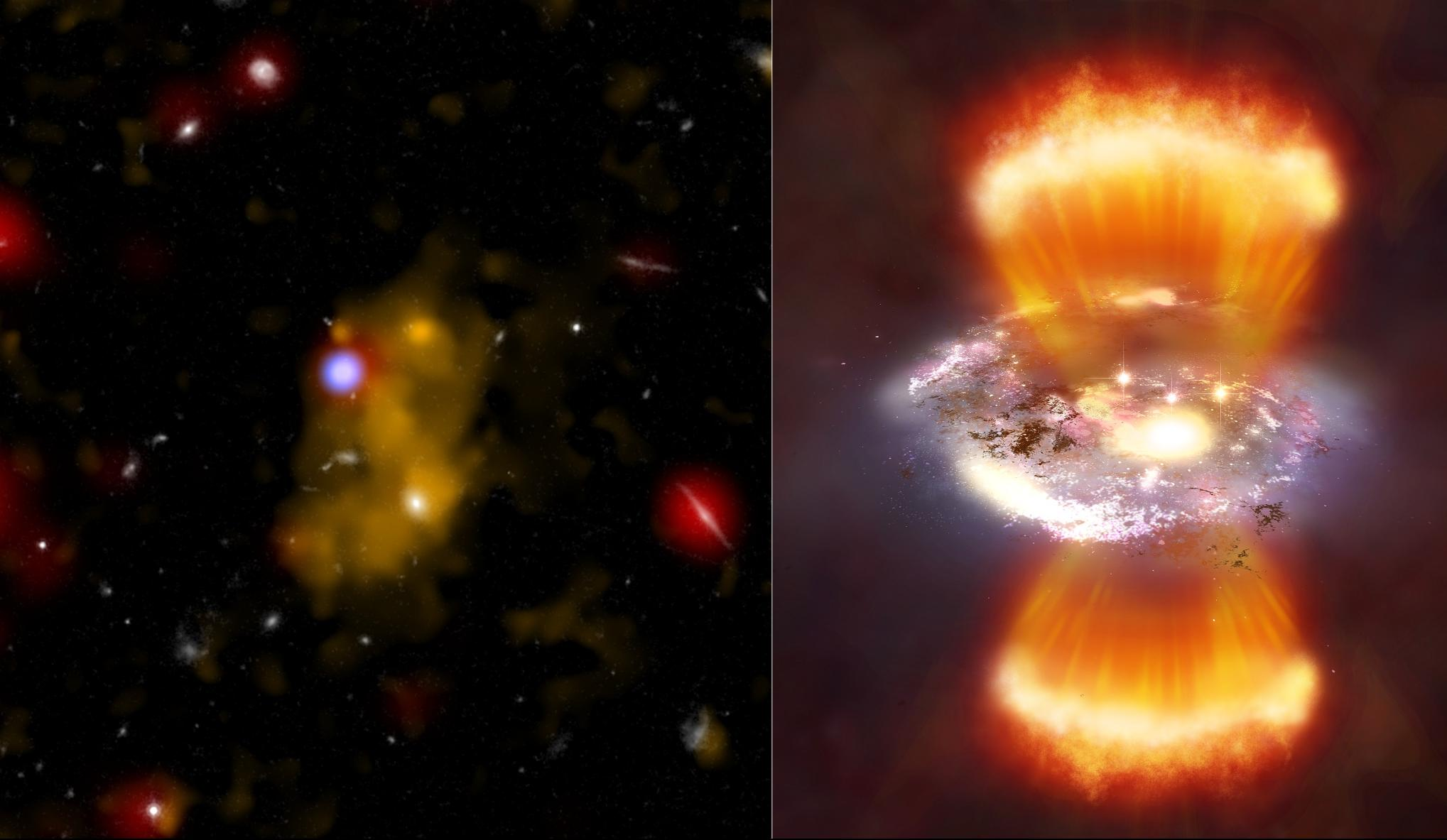
À gauche : le globule Lyman-alpha 1 vu en Lyman-alpha (jaune), infrarouge (rouge) et ultraviolet (bleu). L'objet rond bleu en haut à gauche du globule est une galaxie géante. À droite : vue d'artiste de ce à quoi pourrait ressembler le globule s'il était vu de relativement près.